# توراكو شالوي
توراكو شالوي (الاسم العلمي: Tauraco schalowi) (بالإنجليزية: Schalow's Turaco)‏ هو نوع من الطيور يتبع جنس التوراكو من فصيلة آكلات الموز.